# Sloggi
Sloggi é uma marca internacional de roupas íntimas. Foi fundada em 1979 pelo grupo alemão Triumph International AG.